# Księstwo Bretanii
Księstwo Bretanii (bret. Dugelezh Breizh) – historyczne państwo w Europie zachodniej ze stolicą w Nantes, powstałe po zniesieniu królestwa w 939. Od 1488 po przegranej pod Ballon-sur-Oust księstwo było uzależnione od Francji. W 1532 państwo zostaje anektowane przez Francję, z zachowaniem autonomii administracyjnej.

## Historia
Od 911 Bretania była najeżdżana przez wojska normańskie. W 939 do Bretanii powrócił syn jednego z arystokratów bretońskich, Alain Barbe-Torte, wygnał Normanów, przejął władzę i odbudował kraj. Od 1213 rządziła tam boczna linia Kapetyngów.

### Udział w wojnie stuletniej
Lądowanie wojsk angielskich w Bretanii spowodowało wojnę domową. Państwo eksportowało do Anglii w tym czasie sól. Francuska próba odzyskania tych ziem nie powiodła się i dopiero znacznie później tereny te wyswobodziły się z angielskiego panowania.

### Dalsze losy
Pod koniec średniowiecza Księstwo Bretanii dzieliło się na dwie części: zachodnią, zamieszkaną przez ludność mówiącą starym językiem celtyckim, i wschodnią — francuskojęzyczną. Od 1488 w wyniku przegranych walk kraj stawał się coraz bardziej zależny od Francji. W 1491 kraj najechały wojska Karola VIII, które umożliwiły mu ślub z księżną Anną. Ostatecznie został zaanektowany w 1532.